# Czarny Mniszek

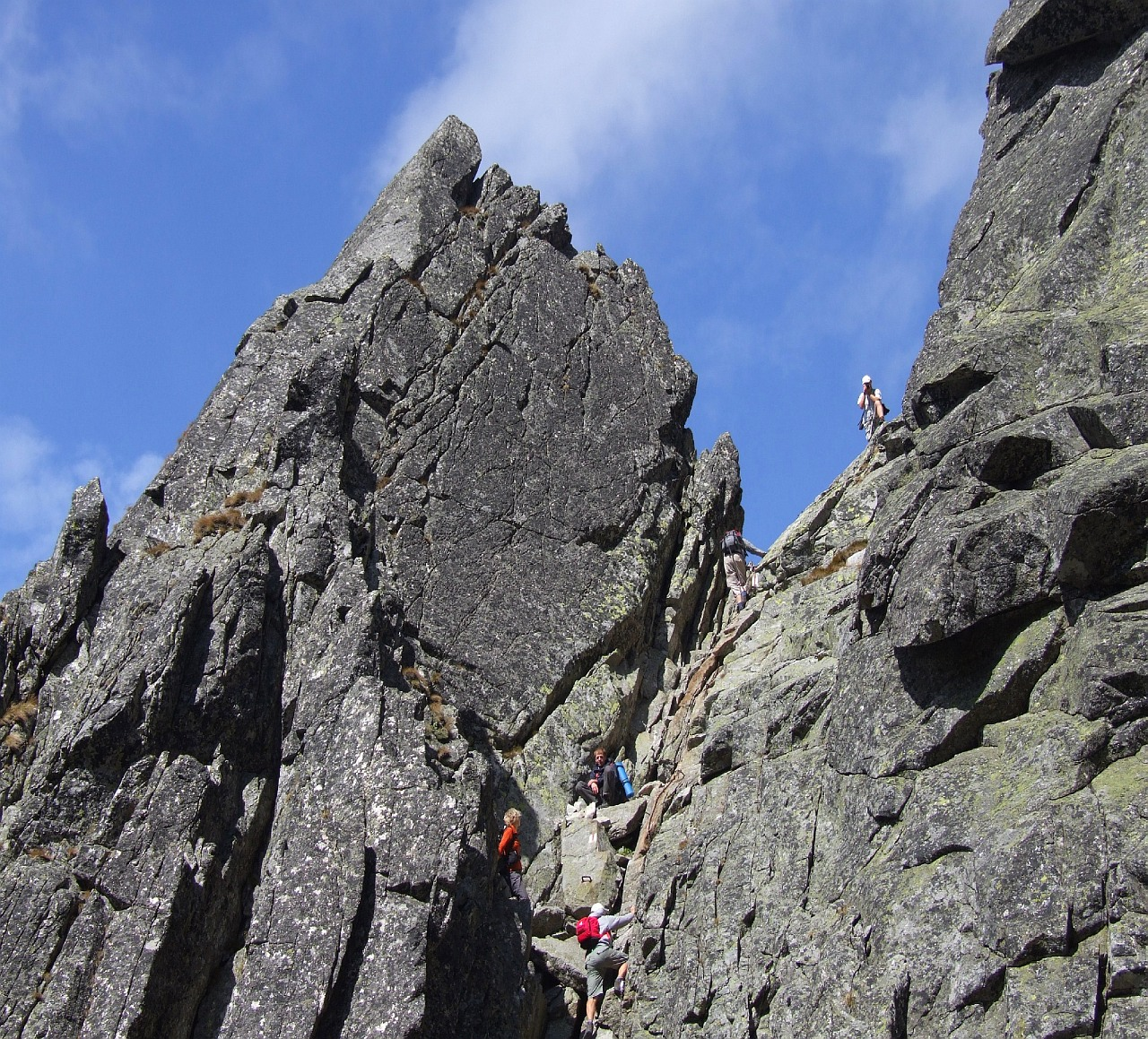
Blick vom Höhenweg Orla Perć

Der Czarny Mniszek („Schwarzes Mönchlein“) ist ein Berg in der polnischen Hohen Tatra mit 2178 Metern im Massiv des Kozi Wierch. Auf dem Gipfel verläuft die Grenze zwischen den Gemeinden Zakopane im Westen und Bukowina Tatrzańska, konkret den Ortsteil Brzegi, in der Woiwodschaft Kleinpolen im Landkreis Powiat Tatrzański.

## Lage und Umgebung
Unterhalb des Gipfels liegen die Täler Dolina Roztoki, konkret sein Hängetal Dolina Buczynowa, im Osten und Dolina Gąsienicowa, konkret sein Hängetal Dolina Czarna Gąsienicowa, im Westen. 
Vom Gipfel des Buczynowa Strażnica wird die Czarny Mniszek durch den Bergpass Przełączka nad Dolinką Buczynową getrennt und von dem nördlich gelegenen Gipfel Zadnia Sieczkowa Turnia durch den Bergpass Zadnia Sieczkowa Przełączka.

## Etymologie
Der polnische Name Czarny Mniszek lässt sich als Schwarzes Mönchlein übersetzen. Er befindet sich im Massiv der Czarne Ściany, von denen der Name herrührt.

## Flora und Fauna
Trotz seiner Höhe besitzt der Czarny Mniszek eine bunte Flora und Fauna. Es treten zahlreiche Pflanzenarten auf, insbesondere hochalpine Blumen und Gräser. Neben Insekten und Weichtieren sowie Raubvögeln besuchen auch Murmeltiere und Gämsen den Gipfel.

## Tourismus
Der Czarny Mniszek ist bei Wanderern und Kletterern beliebt. Er liegt auf dem Höhenweg Orla Perć.

### Routen zum Gipfel
Der Höhenweg Orla Perć führt über den Czarne Mniszek vom Bergpass Zawrat zum Bergpass Krzyżne.

## Belege
- Zofia Radwańska-Paryska, Witold Henryk Paryski: Wielka encyklopedia tatrzańska. Poronin, Wyd. Górskie, 2004, ISBN 83-7104-009-1.
- Tatry Wysokie słowackie i polskie. Mapa turystyczna 1:25.000, Warszawa, 2005/06, Polkart, ISBN 83-87873-26-8.